# Aleh Aljakszandravics Asztrasapkin
Aleh Aljakszandravics Asztrasapkin (Mahiljov, 1992. január 20. –) fehérorosz válogatott kézilabdázó, jobbátlövő.

## Pályafutása

### Klubcsapatokban
Aleh Asztrasapkin Mahiljovban született és pályafutását is itt, a Maseka Mogilevben kezdte. 2013-ban igazolt a Meskov Breszt csapatához. 2015 és 2017 között kölcsönben Magyarországon játszott a Váci KSE és a Csurgói KK csapataiban. Szerződése 2018 nyarán lejárt a Bresztnél, majd szabadon igazolható játékosként aláírt a Csurgóhoz.

### A válogatottban
A fehérorosz válogatottban 2014-ben mutatkozott be. Részt vett a 2014-es Európa-bajnokságon, valamint a 2015-ös és 2017-es világbajnokságon. 

## Statisztikája a fehérorosz válogatottban
| Fehéroroszország | Fehéroroszország | Fehéroroszország |
| Év               | Pályára lépés    | Gól              |
| ---------------- | ---------------- | ---------------- |
| 2014             | 6                | 16               |
| 2015             | 11               | 12               |
| 2016             | 3                | 6                |
| 2017             | 7                | 3                |
| Összesen         | 27               | 37               |